# Joseph O’Donnell von Tyrconell
Graf Franz Joseph O’Donnell von Tyrconell (* 1756; † 4. Mai 1810 in Wien) war ein österreichischer Staatsmann und zuletzt Präsident der k. k. allgemeinen Hofkammer.

## Herkunft
Seine Eltern waren der Generalmajor Heinrich O’Donnell von Tyrconell (1726–1789) und dessen Ehefrau Leopoldine Cantacuzino.

## Leben
Er wurde an der Theresianischen Ritter-Akademie ausgebildet und studierte dann in Göttingen Rechtswissenschaften. Dort lernte er auch den Freiherren Stein kennen. 1775 kehrte er nach Wien zurück, um in den Staatsdienst einzutreten. Anschließend kam er zur galizischen Hofkanzlei, von wo er 1777 zunächst als Appellationsrat nach Lemberg kam, aber nach kurzer Zeit als Rat in das Gremium des Landesguberniums versetzt wurde. Seine Tüchtigkeit fiel auf und er wurde 1787 als referierender Hofrat zur vereinigten Hofkanzlei nach Wien berufen.
Am 6. Dezember 1791 wurde er als Landeshauptmann nach Kärnten versetzt und zum kaiserlichen Rat ernannt. Er blieb bis 1794 Landeshauptmann von Kärnten. Als 1794 die Österreicher in Fleurus von den Franzosen geschlagen wurden,  gelang ihm die Rettung des größten Teiles der Verpflegung, Munition, Spitäler zu retten. Nach dem Frieden zog er sich aus dem öffentlichen Leben zurück.
1808 wurde er vom Kaiser zurückgeholt und zum Präsidenten der k. k. allgemeinen Hofkammer gemacht. Die Kriege gegen die Franzosen hatten die Finanzen zerrüttet, und der nächste Krieg stand vor der Tür. Die Verdienste des Grafen wurden noch durch Verleihung des Großkreuzes des St. Stephan-Ordens gewürdigt, aber er starb überraschend in der Nacht am 4. Mai 1810 an einem Schlaganfall. Der Kaiser schrieb der Witwe einen persönlichen Brief, wo er eine Pension von 6000 Gulden sowie 6000 Gulden sofort zur Bestreitung von Unkosten zusicherte.

## Familie
Er heiratete Therese O’Donnell, die Tochter des FML Johann O’Donnell von Tyrconell. Das Paar hatte einen Sohn:
- Moritz (* 19. März 1780; † 1. Dezember 1843), k. k. Feldmarschallleutnant[3] ⚭ 1811 Prinzessin Christine von Ligne (* 4. Januar 1786; † 19. Mai 1867)

Nach dem Tod seiner ersten Frau heiratete er die Gräfin Josephine von Gaisruck (1779–1833). Das Paar hatte mehrere Kinder:
- Heinrich Lamoral (* 12. Juni 1802; † 22. Dezember 1872), Kämmerer, Vizepräsident in Mailand[6][7][8] ⚭ Betti N.N.
- Eveline (* 23. Dezember 1805; † 26. August 1853)
- Adelheid (* 3. Februar 1807; † 18. Februar 1862) ⚭ 1829 Graf Karl von Stürgkh (* 2. November 1795; † 20. Dezember 1868), Rittmeister a. D.[9]